# Неонуар
Неонуа́р (neo-noir) — обозначение нуаровой волны, которая прокатилась по американским киноэкранам в первой половине 1970-х годов на фоне уотергейтских разоблачений и неудач американцев во Вьетнаме. Иногда термин распространяют и на цветные фильмы с элементами нуара, которые снимались в более поздний период.

## Нуар 1970-х годов
Травма войны во Вьетнаме, череда нераскрытых убийств политических деятелей, сенсационные журналистские разоблачения власть предержащих и рецессия в экономике — эти обстоятельства придали многим фильмам Нового Голливуда налёт неизбывного пессимизма. В Голливуде вновь оказалась востребованной депрессивная, циничная стилистика, которая вышла из моды в оптимистический период экономического бума середины 1950-х годов. Параноидальные детективные сюжеты таких фильмов начинают сравниваться с нуаром 1940-х годов. Обобщающую характеристику стилевых решений нуара дает сценарист и режиссер Пол Шредер в своей эссе «Заметки о фильме нуар». Колумнист Джон Белтон в статье «Рыцари доро́ги фильмов-нуар» утверждает, что на самом деле классический нуар послевоенных лет не определялся стилистическими решениями, такими как низкотональное освещение, широкоугольные кадры, ночь или дождь. Классический нуар определяется разрушением условностей жанров того времени и сбивающим с толку зрителя 1940-х годов сюжетом, тогда как режиссеры неонуара создали новую тематическую парадигму, не отсылающую к классике, симулякр.
Три года рецессии в США (1973—1975) ознаменовались обоймой фильмов, которые переосмысливали наследие эпохи нуара и заново определяли жанр. Они поднимают более острые темы (тотальная коррупция, семейное насилие, бесправие, инцест) и приходят к более мрачным выводам, чем фильмы 1940-х. Их герои оказываются заложниками собственной принципиальности и старомодного кодекса чести, который не востребован хаотично устроенным обществом постниксоновской эпохи:
- В «Китайском квартале» Романа Полански (1974) действие происходит в координатах классического нуара (мегаполис 1930-х годов), однако выводы, к которым приходит частный детектив после традиционной для жанра встречи с загадочной незнакомкой, настолько радикальны, что их нельзя себе представить в кинематографе времён кодекса Хейса, требовавшего, чтобы порок под конец фильма был наказан и на все вопросы были даны чёткие и внушающие уверенность ответы[1].
- В «Долгом прощании» Р. Олтмана (1973) сыщик Филипп Марлоу из «крутых детективов» Р. Чандлера дезориентирован в хиппующей Америке 1970-х, где он напоминает реликт давно канувшей в прошлое эпохи. Он не только не в силах контролировать ход детективной интриги, но и даже домашние животные (кот, собаки) отказывают ему в почтении. Его попытки навести порядок в городе стремительно скатываются в абсурд и едва не заканчиваются для него кастрацией[5].
- В «Разговоре» Ф. Ф. Копполы (1974) и «Ночных ходах» А. Пенна (1975) главный герой в исполнении Джина Хэкмена дотошно собирает ключи к разгадке преступления, однако демонстрирует совершенную неспособность их расшифровать — до тех пор, пока не становится слишком поздно спасать кого бы то ни было, а его собственная жизнь оказывается в опасности[6].

Эти четыре стилеобразующих фильма, по заключению Британского киноинститута, «развеяли романтический флёр вокруг фигуры частного детектива — странствующего рыцаря в плаще современного покроя, наглядно показав его беспомощность перед лицом господствующего кругом зла, от которого он и сам едва в силах удержаться. Лишённые загадок и сюрпризов, эти неутешительные фильмы только подтверждают, что дело и в самом деле обстоит так плохо, как это нам представлялось».
Нуаровая традиция Нового Голливуда представлена также такими лентами, как «В упор», «Клют», «Злые улицы», «Таксист». Атмосфера всеобщей подозрительности с оттенком паранойи царит в многочисленных политических триллерах того времени («Три дня Кондора» С. Поллака, «трилогия паранойи» А. Пакулы).

## Постнуар
В рейгановскую эпоху задача ревизии жанра и развенчания его мифов теряет актуальность; Голливуд возвращается к игре по жанровым законам. Характерна судьба двух выпущенных в 1981 году фильмов: «Путь Каттера», снятый в лучших традициях «Долгого прощания» и «Китайского квартала», прошёл практически незамеченным, в то время как «Жар тела», повторяющий сюжет «Двойной страховки» (1944), ждал шумный успех. Благодаря этому в моду входят ремейки классических нуаров («Почтальон звонит дважды», «Наперекор всему», «Ночь и город»). Нуаровые ситуации переносятся в совершенно фантастические координаты («Бегущий по лезвию»). В фильмах братьев Коэнов «Просто кровь» и «Перекрёсток Миллера» нуар сгущается до полного абсурда и переходит в чёрный юмор.
В 1990-е годы традицию неонуара продолжают фильмы «Первая сила», «Секреты Лос-Анджелеса», «Подозрительные лица», «Помни» и другие. В постнуаре силён элемент субъективизма, многие события оказываются порождены расстроенным сознанием главного героя. Вслед за «Таксистом» М. Скорсезе (1976) источник зла перемещается извне в сердце главного героя, который не только испытывает соблазн перейти на сторону зла (воспринять преступные методы борьбы с преступностью), но и не находит для себя другого выхода, кроме как уступить этому соблазну (например, в фильме Д. Финчера «Семь», 1995).
Нео-нуар приобрел влияние, когда кинематографисты мирового масштаба начали черпать элементы из фильмов этого жанра. Например, на творчество Квентина Тарантино повлиял «Город в огне» Ринго Лама. В частности, влияние можно увидеть в «Бешеных псах».
Для постнуара также характерна гиперболизация некоторых визуальных решений неонуара: ночь, приглушённое освещение, злачные места города, бесконечно идущий дождь, односоставные, проникнутые цинизмом, фразы героев. Наиболее яркие примеры таких фильмов — «Соучастник» (2004) и «Город грехов» (2005). Выкручивание стилевых и тематических условностей на максимум также характерно для многих видеоигр, позиционируемых разработчиками или критиками как нуар (особенно для Max Payne и Max Payne 2: The Fall of Max Payne, а также для Heavy Rain, The Wolf Among Us), тогда как некоторые игры все же отсылают к классическому нуару (например, L.A. Noire). Max Payne 3 изменил визуал первых двух частей на солнечную Бразилию. Рецензенты игровых изданий в отзывах на третью часть отмечали, что благодаря первым двум играм трилогии сформировалось представление о нуаре как о жанре, действие которого всегда происходит ночью.

## Примеры
Следующие фильмы с теми или иными оговорками причисляют к современным формам «нуара» («постнуар», «неонуар»):
- «Выстрел в упор» Джона Бурмена
- «Клют» Алана Пакулы
- «Долгое прощание» Роберта Олтмена
- «Китайский квартал» Романа Поланского
- «Ночные ходы» Артура Пенна
- «Путь Каттера» Ивана Пассера[13]
- «Жар тела» Лоуренса Кэздана
- «Просто кровь», «Перекрёсток Миллера»[14] и «Человек, которого не было» братьев Коэнов
- «Синий бархат»[15], «Дикие сердцем» и «Малхолланд Драйв»[16] Дэвида Линча
- «Элемент преступления» и «Европа» Ларса фон Триера[6]
- «Сердце ангела» Алана Паркера
- «Подозрительные лица» Брайана Сингера[17]
- «Секреты Лос-Анджелеса» Кёртиса Хэнсона[18]
- «Преследование», «Помни» и «Трилогия о Темном рыцаре» Кристофера Нолана[16]
- «Убийство китайского букмекера» Джона Кассаветиса
- «Бегущий по лезвию» Ридли Скотта
- «Таинственная река» Клинта Иствуда
- «Связь» сестёр Вачовски;
- «Дурное воспитание» Педро Альмодовара
- «Оправданная жестокость» Дэвида Кроненберга
- «Город грехов» Роберта Родригеса[19]
- «Ледяной урожай» Гарольда Рэмиса[20][21]
- «Чёрная орхидея» Брайана Де Пальмы[22][23]
- «Соучастник» Майкла Манна
- «Кирпич» Райана Джонсона[22]
- «Гость» Адама Вингарда
- «Холод в июле» Джим Микл
- «Драйв» Николаса Виндинга Рефна[24]
- «Воспоминания» Лизы Джой
- «Дзифт» Явора Гырдева
- «Чёрный уголь, тонкий лёд» Дяо Инаня

Также в стиле постнуар сделаны некоторые компьютерные игры. Среди них наиболее отвечают духу и стилистике нуара:
- Серия игр Max Payne[25]
- Серия игр Mafia
- L.A. Noire[25]
- Blade Runner
- Heavy Rain
- Hotel Dusk: Room 215
- The Wolf Among Us
- Deadbolt
- Hotline Miami / Hotline Miami 2
- Detroit: Become Human
- Katana Zero
- Night Call
- Face Noir Архивная копия от 29 октября 2021 на Wayback Machine
- Shadows of Doubt